# Château du Roseray
Le château du Roseray est un château français situé à Ballots, dans le département de la Mayenne et la région des Pays de la Loire.
Il est inscrit aux monuments historiques depuis 1989.

## Histoire
Le domaine au XVIIe siècle appartient aux Farcy du Roseray, fief d'un rameau de la famille de Farcy, conseillers au parlement de Bretagne.
En 1675, le Roseray est un domaine agricole — composé de maisons, cours closes de murailles, jardins, avenue, bois, taillis, métairie et closerie — dont le château est le centre. 
Au XVIIe siècle, les Farcy du Roseray sont protestants. Jacques de Farcy et son épouse Isabelle Pineau, tous deux de confession protestante, abjurent le 5 novembre 1685, auprès d'Esprit Fléchier, évêque de Lavaur. 
Le 16 mars 1691, sur l'autorisation de l'évêque d'Angers, une chapelle — encore existante — est élevée.